# Горяйнов, Михаил Николаевич
Михаил Николаевич Горяйнов (15 ноября 1917, Верх-Камышенка, Алтайская губерния — 19 января 1954, Заринск, Алтайский край) — командир миномётного расчёта, полный кавалер ордена Славы.

## Биография
Родился в селе Верх-Камышенка Томской губернии (ныне — Заринский район, Алтайский край) в семье крестьянина. Русский, член ВКП(б) с января 1943. Окончил 4 класса. Работал в колхозе «Спартак». В Красной Армии служил с сентября 1938 по 1939 годы по призыву. 1 июня 1941 года вновь призван Сорокинским РВК Алтайского края.
В Великую Отечественную войну начал в звании сержанта и должности командир миномётного расчёта вновь сформированного 69-го стрелкового полка 97-й стрелковой дивизии.
25—26 декабря 1943 года у деревни Малые Мисники (Лиозненский район Витебской области) при отражении контратаки уничтожил три пулемёта и свыше двадцати солдат и офицеров противника. Приказом № 05/Н 23.01.1944 награждён орденом Славы III степени.
18 января 1944 года был ранен.
25 июня 1944 года при прорыве вражеской обороны на восточной окраине Витебска расчет Горяйнова подавил огонь трёх пулеметов и вывел из строя свыше десяти немецких солдат. 27 июля Горяйнов был ранен, но продолжал вести огонь. Получил ранение, находился в госпитале. Приказом № 0150/Н 27.09.1944 награждён орденом Славы II степени.
30 августа 1944 года приказом № 019/Н награждён медалью «За отвагу».
1 ноября 1944 года приказом № 023/Н награждён медалью «За отвагу».
6 февраля 1945 года приказом № 022/Н награждён орденом Красной Звезды.
13 февраля 1945 расчет старшего сержанта Горяинова у населённого пункта Тифенталь (западнее Кройцбурга, Восточная Пруссия, ныне посёлок Енино, Багратионовского района Калининградской области) поразил четыре пулемёта и до двадцати гитлеровцев. Будучи раненым, не покинул поле боя. Приказом № 32/Н от 23 сентября 1945 года награждён орденом Славы I степени.
10 апреля 1945 года приказом № 07/Н награждён медалью «За отвагу».
В мае 1947 года старший лейтенант[уточнить] Горяинов уволен в запас. В родном селе работал бригадиром тракторной бригады. Затем жил в Заринске. Умер 19 января 1954 года.

### Семья
Сыновья: Блинков Николай Михайлович (р. 1949), Блинков Василий Михайлович (р. 1952).

## Память
Бронзовый бюст М. Н. Горяинову установлен в мемориале Славы в городе Заринске.